# MacKay Bay
Die MacKay Bay ist eine etwa 1,5 km breite Bucht an der Nordküste Südgeorgiens im Südatlantik. Sie liegt südwestlich der Macdonald Cove.
Das UK Antarctic Place-Names Committee benannte sie 2009. Namensgeber ist Donald MacKay, Logbuchführer auf der Korvette Aspasia, mit der der deutschstämmige Handelsreisende Edmund Fanning zwischen 1800 und 1801 57.000 Robbenfelle aus Südgeorgien abtransportiert hatte.